# 지서련
지서련(1977년 10월 28일 ~ )은 대한민국의 가수다. 2002년 1집 앨범 [울고 싶어지는 오후]로 데뷔했다.

## 방송
- 히든싱어 1 (2013) - 조관우 편 5위

## 음반
- 울고 싶어지는 오후 (2002)
- 동감 2.5 (2003)
- 내 눈에 슬픈... 비(悲) (2003)
- 섬마을 선생님 OST (2004)
- 몽정기 2 OST (2005)
- 천풍명월 (Sky, Wind, Bright Moon) (2006)
- Steal The Show 2009 뮤직파티 (2009)
- 눈물에 피는 꽃 (2009)
- 제중원 OST (2010)
- 2010 Chap To Sweet Lover (2010)
- 사랑 나눔 첫번째 이야기 (2011)
- 된거죠 (2013)
- 버릇처럼 (2013)
- U Know (2013)
- 양정승 프로젝트6 (2014)
- 눈물샘 (2015)
- 술이 달다 (2015)
- 몽유애 (2015)
- 가슴이 아파 (2015)
- LOST VOICES Part.1 (2016)
- 한 여름 밤의 Sea Of Love (2016)
- 내 눈을 가져가 (2016)